# بيخ
 بیخ  قرية صغيرة تـتبع لـالبلدة المركزية (بالفارسية: بخش مركزى ) من توابع مدينة بستك إحدى قرى « إقليم گودة»، وتقع في محافظة هرمزگان في جنوب إيران.

## السكان
يبلغ عدد سكان هذه القرية حسب تعداد السكان لعام 2006 للميلاد، (21) نسمه تشكل (5 عائلة)، من أهل السنة والجماعة وعلى المذهب الشافعي. يتكلون الفارسية باللهجة المحلية. لهم مسجد وبعض البرك لحفظ مياه الأمطار إذا سالت الأودية.

## وصلات خارجية
- التقسيمات الإدارية لمحافظة هرمزگان